# Moskenes
Gmina Moskenes (norw. Moskenes kommune) – norweska gmina leżąca w regionie Nordland. Jej siedzibą jest miasto Reine.
Moskenes jest 374. norweską gminą pod względem powierzchni.

## Demografia
Według danych z roku 2005 gminę zamieszkuje 1201 osób, gęstość zaludnienia wynosi 10,03 os./km². 
Pod względem zaludnienia Moskenes zajmuje 391. miejsce wśród norweskich gmin.
| ludność stan na 1 stycznia 2005 |         |           |       |
|                                 | kobiety | mężczyźni | razem |
| osób                            | 634     | 567       | 1201  |
| %                               | 52,79%  | 47,21%    | 100%  |

| wykształcenie stan na 1 października 2004 |        |         |        |        |
|                                           | podst. | średnie | wyższe | niezn. |
| osób                                      | 417    | 456     | 86     | 20     |
| %                                         | 42,59% | 46,58%  | 8,78%  | 2,04%  |

## Edukacja
Według danych z 1 października 2004:
- liczba szkół podstawowych (norw. grunnskolar): 1
- liczba uczniów szkół podst.: 138

## Władze gminy
Według danych na rok 2011 administratorem gminy (norw. rådmann) jest Tone Sofie Aglen, natomiast burmistrzem (norw. ordfører, d. borgermester) jest Geir Wulff-Nilsen.